# Foreign Office Architects

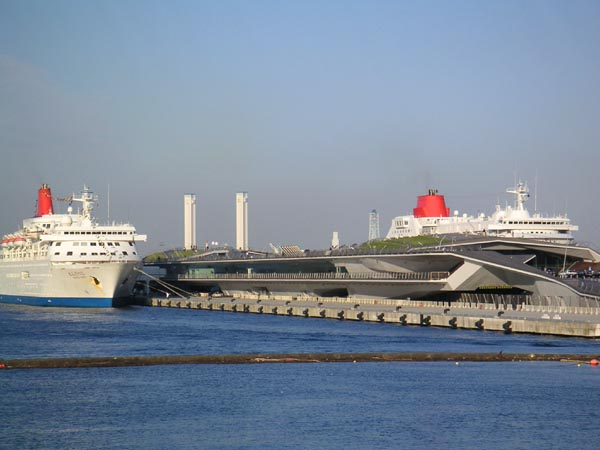
Terminal portuaria internacional de Yokohama, quizá la obra más conocida de FOA.

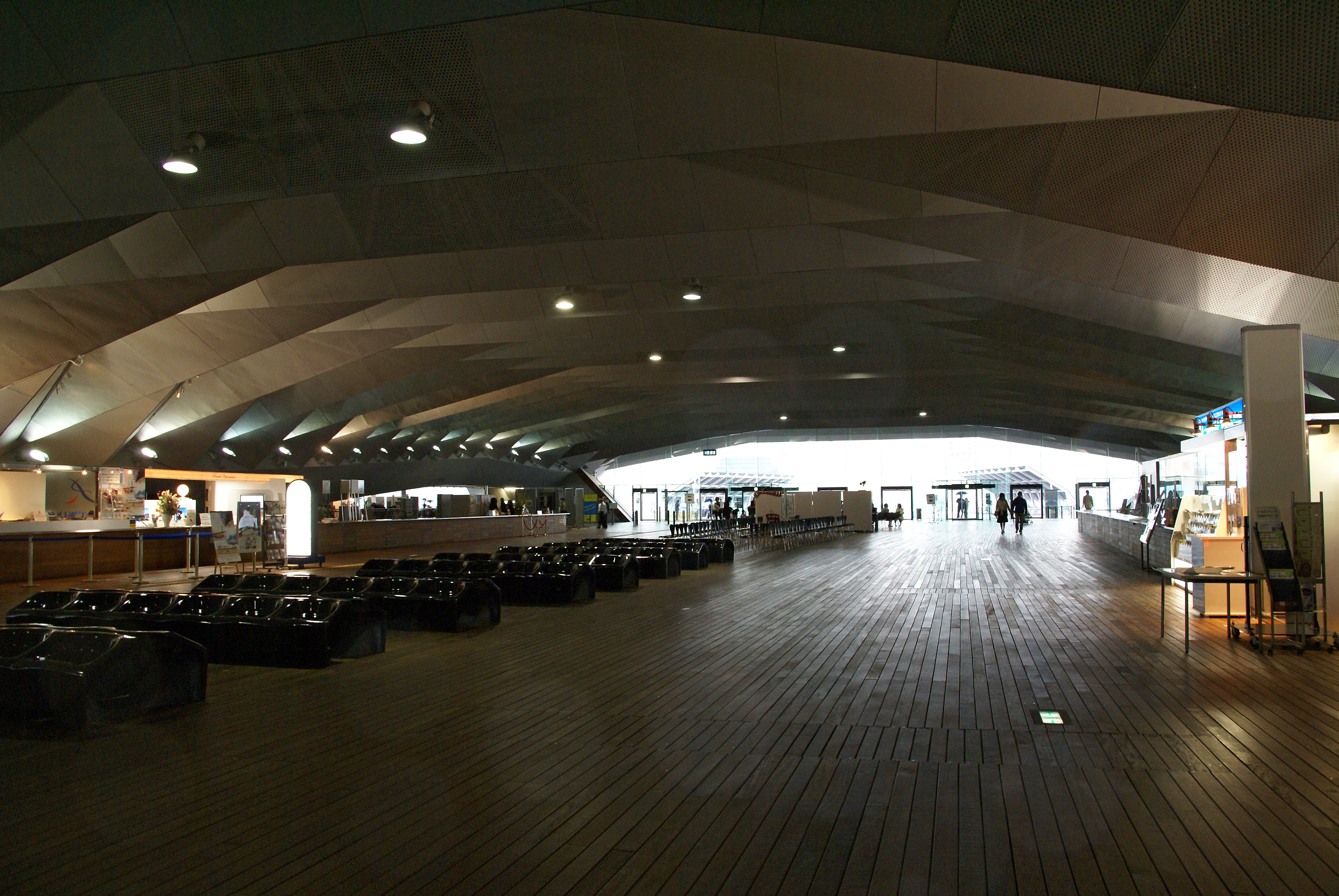
Interior de la terminal portuaria de Yokohama.

Foreign Office Architects (FOA) era un estudio de arquitectura situado en Londres y compuesto por la antigua pareja iraní-británica Farshid Moussavi y el español Alejandro Zaera. Fue constituido en 1992 hasta junio de 2011.

## Principales obras
- Terminal portuaria internacional de Yokohama (Yokohama, Japón).
- Parque del Litoral (Barcelona, España).
- Teatro municipal y auditorio (Torrevieja, España).
- Sede de la editorial Paju (Corea del Sur).
- Restaurante Belgo (Londres, Gran Bretaña).
- Restaurante Belgo (Bristol, Gran Bretaña).
- Restaurante Belgo (Nueva York, Estados Unidos).
- Residencias Blue Moon (Groninga, Países Bajos).
- Residencias Tent (Groninga, Países Bajos).
- Comisaría de policía (Villajoyosa, España).
- Instalaciones portuarias (Amersfoort, Países Bajos).
- Aparcamiento (Basilea, Suiza).